# Campionato messicano di pallavolo maschile
Il campionato messicano di pallavolo maschile è un insieme di tornei pallavolistici per squadre di club messicane, istituiti dalla Federazione pallavolistica del Messico.

## Struttura
- Campionati nazionali professionistici:

Liga Mexicana de Voleibol Varonil: a due gironi, partecipano otto squadre.
- Campionati nazionali non professionistici:

Fino al 2013 la federazione messicana organizzava soltanto tornei nazionali di livello amatoriale; vi partecipavano esclusivamente rappresentative statali e istituzioni scolastiche universitarie, divise nelle seguenti categorie:
Micro Voleibol: Under-10;
Mini Voleibol: Under-12;
Infantil: Under-14;
Cadetes: Under-16;
Juvenil: Under-19;
Segunda División: Under-29;
Primera División: libero;
Masters: 30-39 anni;
Golden: 40-49 anni;
Platinum: Dai 50 anni.